# A18 (tomba)
A18: fa parte di una serie di 28 Tombe dei Nobili site nell’area della necropoli di Dra Abu el-Naga di cui è archeologicamente nota l’esistenza, e di cui si hanno notizie sul titolare e sulla struttura, ma di cui si è persa la localizzazione. La necropoli di Dra Abu el-Naga fa parte della più vasta Necropoli Tebana, sulla sponda occidentale del Nilo dinanzi alla città di Luxor, in Egitto. Destinata a sepolture di nobili e funzionari connessi alle case regnanti, specie del Nuovo Regno, l'area venne sfruttata, come necropoli, fin dall'Antico Regno e, successivamente, sino al periodo Saitico (con la XXVI dinastia) e Tolemaico.

## Titolare
A18 era la tomba di:
| Titolare   | Titolo                                                                 | Necropoli                                  | Dinastia/Periodo | Note                               |
| ---------- | ---------------------------------------------------------------------- | ------------------------------------------ | ---------------- | ---------------------------------- |
| Amenemopet | Profeta di Amon-Ra; Segretario e Capo degli scribi nel dominio di Amon | Dra Abu el-Naga, Collina di Deir el-Bakhit | XIX -XX dinastia | nei pressi della casa di Piccinini |

## Biografia
Sono noti il nome del padre, Paakhemdiamon, e della moglie Ankhenkhonsu, nonché di quattro figli: Esamun, Zementefankh, Khensmosi e Pedekhonsu.

## La tomba
In un'anticamera, sulla "parete sinistra" un uomo scrive su una tavoletta sorretta da un giovane; uva offerta a Thermutis nell'atto di allattare un bimbo. Sulla stessa parete, resti di scena di psicostasia; sulla parete "di destra", su due registri sovrapposti, il defunto ricompensato e acclamato dai figli Esamun, Zementefankh, Khensmosi e Pedekhonsu in presenza di un ufficiale dell'esercito. Sulla stessa parete scene della processione funebre con il sarcofago trainato da buoi con le corna decorate, un prete purifica la mummia presentata dal figlio Zementefankh. In una doppia scena, su una "parete posteriore", il defunto offre incenso al re Amenhotep I e alla regina Ahmose Nefertari e libagioni ad Amenhotep I e alla regina Ahhotep.

### Annotazioni
1. ↑  La planimetria non è in scala e ha valore esclusivamente di visione d'insieme; l'ubicazione delle singole tombe non è topograficamente esatta, ma vuole visualizzare la concentrazione delle sepolture, nonché il "disordine" con cui le stesse sono state classificate.
2. ↑  I campi della Duat, ovvero l'aldilà egizio, si trovavano, secondo le credenze, proprio sulla riva occidentale del grande fiume.
3. ↑  Nella sua epoca di utilizzo, l'area era nota come "Quella di fronte al suo Signore" (con riferimento alla riva orientale, dove si trovavano le strutture dei Palazzi di residenza dei re e i templi dei principali dei) o, più semplicemente, "Occidente di Tebe".
4. ↑  Le Tombe dei Nobili, benché raggruppate in un'unica area, sono di fatto distribuite su più necropoli distinte.
5. ↑  La casa in questione era vicino alla TT161.
6. ↑  Non fu possibile individuare se si trattasse di Ahhotep I oppure Ahhotep II, entrambe della XVII dinastia.

### Fonti
1. ↑  Porter e Moss 1927, revisione 1970 pp. 447-454.
2. ↑  Donadoni 1999,  p. 115.
3. 1 2  Porter e Moss 1927, revisione 1970 p. 452.